# Salomone I di Costanza
Salomone I di Costanza (... – Costanza, 871) è stato un vescovo tedesco.
Monaco dell'abbazia di Fulda, fu vescovo di Costanza dall'837 all'871. Sotto il suo vescovato ebbe luogo la vicenda della falsa profetessa Thiota.